# Suprême Sacrifice
Pour plus de détails, voir Fiche technique et Distribution.
Suprême Sacrifice est un long métrage belge réalisé par Alfred Machin et Armand Du Plessy, sorti en 1919.

## Synopsis
Privé de son travail par une explosion, le mineur Jacques Hébert décide d'émigrer au Canada avec sa famille. Mais le sort s'acharne lorsque sa femme et sa fille Ginette — encore bébé — tombent à l'eau lors d'un incendie sur le bateau.
Des années plus tard Jacques découvre par hasard qu'en réalité la petite fille a survécu et qu'elle a été adoptée. Pour ne pas troubler la vie heureuse qu'elle mène désormais, il se sacrifie et ne lui révèle pas son identité.

## Commentaire
Ce mélodrame est la dernière production belge du réalisateur français Alfred Machin, qui poursuit sa carrière à Nice après la Première Guerre mondiale.
On sait peu de choses sur ce film, car il a disparu et ne figure pas dans les catalogues Pathé de l'époque. Seules des sources secondaires permettent d'émettre des hypothèses à son sujet, par exemple les écrits de l'historien du cinéma belge Francis Bolen.
Son attribution à Alfred Machin s'appuie sur un article de la revue de cinéma néerlandaise De Film-Wereld de 1919. Le tournage commencé par Machin aurait été interrompu au moment de la mobilisation de celui-ci en 1914. Armand Du Plessy, un ancien directeur de théâtre bruxellois récemment recruté par le producteur Hippolyte De Kempeneer dans la foulée du succès de La Belgique martyre, aurait alors repris le projet au lendemain de la guerre, avec un montage incluant de nouvelles scènes.
Ce film n'est pas à confondre avec le film The Supreme Sacrifice tourné trois ans plus tôt en 1916 réalisé par Lionel Belmore et Harley Knoles.

## Fiche technique
- Titre : Suprême Sacrifice
- Titre flamand : Uiterste opoffering
- Réalisation : Alfred Machin et Armand Du Plessy
- Scénario : Alfred Machin
- Photographie : Jacques Bizeuil
- Décors : Raoul Morand
- Production : Belge Cinéma Film (Bruxelles)
- Pays d'origine :  Belgique
- Distribution en France : Pathé Frères
- Langue : français
- Format : Noir et blanc — 35 mm — 1,33:1 — Muet
- Genre : Film dramatique, mélodrame
- Longueur : 1400/1700 mètres
- Date de sortie à Paris: 13 juin 1919